# Alf Svensén
Alf Erik Gillis Svensén (Hultsfred (gemeente), 28 juli 1893 - Stockholm, 17 december 1935) was een Zweeds turner. 
Svensén won met de Zweedse ploeg de gouden medaille in de landenwedstrijd Zweeds systeem tijdens de Olympische Zomerspelen 1920.

## Resultaten

### Olympische Zomerspelen
| Jaar | Plaats    | Resultaten                           |
| ---- | --------- | ------------------------------------ |
| 1920 | Antwerpen | in de landenwedstrijd Zweeds systeem |